# 빛바랜 천사
빛바랜 천사(The Tarnished Angels)는 미국에서 제작된 더글라스 서크 감독의 1957년 드라마 영화이다. 윌리엄 포크너의 소설을 바탕으로 제작되었다. 록 허드슨 등이 주연으로 출연하였고 앨버트 주그스미스 등이 제작에 참여하였다.

## 출연

### 주연
- 록 허드슨
- 로버트 스택

### 조연
- 도로시 말론
- 잭 칼슨
- 로버트 미들턴
- 앨런 리드
- 알렉산더 락우드
- 크리스토퍼 올슨
- 로버트 J. 윌크
- 트로이 도나휴
- 윌리엄 솨러트
- 베티 우티

## 제작진
- 원작자: 윌리엄 포크너
- 미술: 알렉산더 골릿즌
- 미술: 알프레드 스위니
- 의상: 빌 토머스